# Budelj Gornji
Budelj Gornji (szerbül: Будељ Горњи) falu Bosznia-Hercegovinában, a Bosznia-hercegovinai Föderáció Una-Szanai kantonjában, Ključ községben. 

## Fekvése
Bosznia-Hercegovina nyugati részén, Bihácstól légvonalban 65, közúton 87 km-re délkeletre, Ključtól légvonalban 13, közúton 18 km-re északnyugatra, a Korčanica-patak forrásvidékének fennsíkján fekszik.

## Népessége
| Nemzetiségi csoport | Népesség 1991 | Népesség 2013 |
| ------------------- | ------------- | ------------- |
| Szerb               | 200           | 7             |
| Bosnyák             | 183           | 37            |
| Horvát              | 0             | 0             |
| Jugoszláv           | 9             | 0             |
| Egyéb               | 2             | 0             |
| Összesen            | 394           | 44            |

## Története
Budelj területe már a középkorban is lakott volt. Ezt bizonyítja a fennmaradt késő középkori temető, benne négy darab stećak láda alakú sírkővel.
Budelj nevét állítólag a budai telepesekről kapta, valószínűbb azonban, hogy a falu a nevét néhány átmeneti lakójáról kapta, akik egy ideig a menekültként laktak itt. Gornji Budeljnek két neve is volt régen: Gornji Turski Budelj, és Gornji Srpski Budelj, az előbbinek muszlim, az utóbbinak főként szerb lakossága volt. A falu a magyarországi és dalmáciai muhajirok (muszlim emigránsok) bevándorlásával jött létre abban az időben, amikor a törökök elvesztették ezeket a területeket. Először csak négy testvér jött és megalapították Donji, és a Koričanica forrása fölötti két Gornji Budeljt. A nemzetségek a következők: Kučkovići (Budáról), Konjevići (Dalmáciából), Keranovići (Likából) és Ćomići (Likából). Nem tudni, honnan származott a Škerići, a Beganovići és a Ćordići nemzetség. Ők is a törökök kivonulása után érkeztek, de az emléke, honnan jöttek, elveszett. 1912-ben Gologlava-hegy alatt egy újabb település jött létre, mely a Kuruzovine nevet kapta. Ezt Szana megyei muhajirok alapították, akik az 1878-as annektálás után Törökországba költöztek, majd onnan tértek vissza. Kaptak egy részt a földből, mivel mielőtt Törökországba indultak volna eladták birtokaikat. A forrást, ahonnan vizet hoznak Podićnak hívják. Útmenti település benyomását kelti. Külső megjelenésüket tekintve azonban a házai jobban hasonlítanak az ortodoxok házaihoz, mint a muszlimokhoz.
A település régen két részből, Budelj Dolnjiból és Budelj Gornjiból állt, előbbi azonban idővel beolvadt Sanica településbe. Budelj Dolnji a Grmeč-hegység alatt, a Sanica és a Korčanica összefolyásánál, Budelj Gornji pedig a Grmeč-hegység területén, a Korčanica forrásvidéke feletti fennsíkon feküdt. A két falu 1878-ig tartozott az Oszmán Birodalomhoz, majd az Osztrák-Magyar Monarchia része lett. A törökellenes felkelés során a muzulmán közösség elszegényedett. Az osztrák-magyar megszállás után pedig a muszlimok elkezdték eladni az erdőig és a hegyi legelőkig terjedő birtokrészeiket a letelepedett likaiaknak. A likaiak jó pénzt kerestek eladott likai földjeikből, és készen voltak arra, hogy földet vásároljanak a muszlimoktól.
1879-ben az első osztrák-magyar népszámlálás során Budelj Gornjiban 18 házat és 118 muszlim lakost, Budelj Dolnjiban 25 házat és 152 muszlim lakost számláltak. 1910-ben Donji Budelj településen 38 házat és 242 lakost számláltak, valamennyien muszlimok voltak. Gornji Budelj településnek 58 háza volt 469 lakossal, közülük 387 szerb és 82 horvát volt. A monarchia szétesésével 1918-ben előbb a Szerb-Horvát-Szlovén Királyság, majd 1929-től a Jugoszláv Királyság része. 1921-ben Gornji Budeljben 61 házat és 215 lakost számláltak. A második világháború idején a falu 98 lakosa (főként férfiak) esett áldozatul, a többség az usztasa terror áldozata lett, de sokan estek el a felszabadító harcokban is. 1945-től a szocialista Jugoszlávia része volt. 1995-ben a Sana hadművelet során szerb lakossága a visszavonuló szerb csapatokkal együtt elmenekült. 2013-ban 44 állandó lakosa volt.

## Nevezetességei
Késő középkori temető maradványai, benne négy középkori sírkővel.